# 조선작
조선작(趙善作, 1940년~ )은 대한민국의 소설가이다.
대전에서 출생하였으며, 1971년 《세대》에 〈지사총〉을 발표하여 등단하였다. 주요 작품으로 《영자의 전성시대》,《시사회》,《바람의 집》 등이 있다. 밝고 명랑한 세계보다 어둡고 우울한 현실세계를 그리는 작가로 알려져 있다.